# 방가자
《방가자》(중국어: 綁架者)은 2017년에 공개한 중국의 영화이다.

## 캐스팅

### 주연
- 바이바이허 : 린 웨이 역
- 황립행 : 양 렌 역
- 밍따오 : 루 란 역

### 조연
- 니키 리 : 자오다치 역
- 쉬징레이